# Michael Newman
Michael Newman (San Francisco, 21 de agosto de 1956-Los Ángeles, 20 de octubre de 2024) fue un socorrista, bombero y actor estadounidense. Fue socorrista durante veinte años y se hizo conocido por participar en la serie de televisión Baywatch interpretándose a sí mismo.

## Biografía

### Televisión
Adquirió fama por interpretarse a sí mismo en la series de televisión de Los vigilantes de la playa (1989-2000), algunos cameos en Los vigilantes de la noche (1995) y el especial Baywatch: White Thunder at Glacier Bay (1998).
También apareció en la película haciendo el mismo personaje de Los vigilantes de la playa: Los vigilantes de la playa: Misión Hawai (TV) en el año 2003.

## Vida personal
Estaba casado con Sarah Newman, con quien tuvo dos hijos. En noviembre de 2011 reveló que fue diagnosticado con síndrome de Parkinson, enfermedad que provocó su muerte el 20 de octubre de 2024, a los 68 años.